# Grobowiec tracki w Swesztari
Grobowiec tracki w Swesztari (bułg. Свещарската гробница) – grobowiec wodza trackiego plemienia Getów, odkryty w 1982 roku w kurhanie w okolicach bułgarskiej wsi Swesztari w Obwodzie Razgrad. W 1985 roku został wpisany na listę światowego dziedzictwa UNESCO.
Grobowiec powstał najprawdopodobniej pod koniec IV lub na początku III wieku p.n.e. Składa się z przedsionka i trzech komór grobowych. Komory są pokryte sklepieniem kolebkowym, które to, w odróżnieniu od sklepień grobowców kurhanowych, miało być widoczne. 

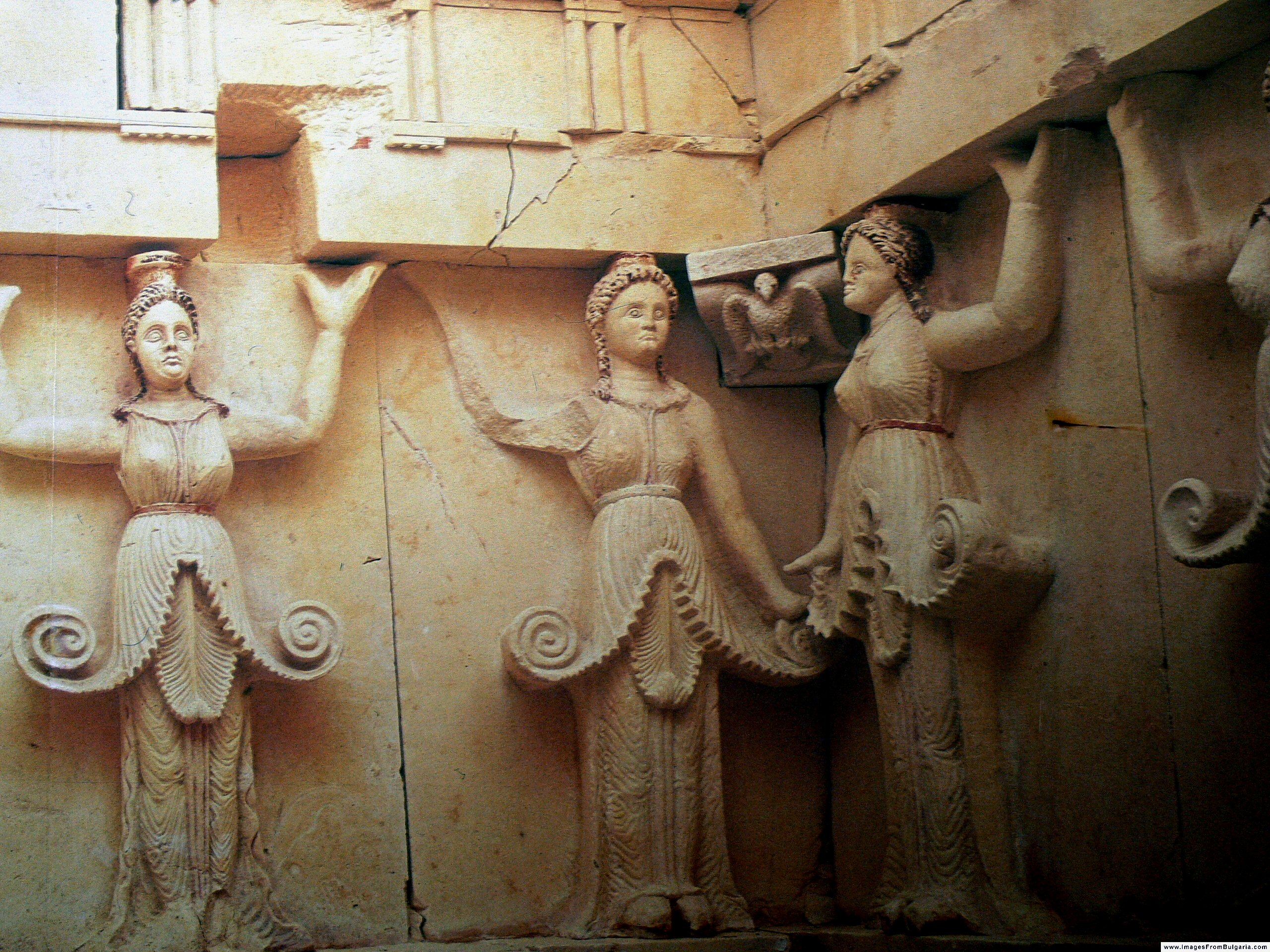
Rzeźby na ścianach

W środkowej komorze odkryto dwa kamienne łoża, na których spoczywały niegdyś ciała trackiego wodza i jego żony. Ściany komory pokryte są rzeźbami kariatyd, wskazującymi na wpływy sztuki hellenistycznej, jednak ich silne, uniesione ramiona oraz długie suknie mogą też dowodzić inspiracji wizerunkami trackiej bogini-matki. 
Na jednej ze ścian odkryto także ślady starożytnego malowidła, przedstawiającego jeźdźca na koniu, który otrzymuje wieniec od żeńskiego bóstwa (bogini-matki?). Jeździec ma nad uchem barani róg. Taka ikonografia, tożsama z przedstawieniami Aleksandra Wielkiego, może sugerować, że getyckim władcą pochowanym w grobie jest Dromichaetes, który zasłynął z wzięcia Lizymacha do niewoli. Malowidła nie są ukończone, wskazując na przedwczesną śmierć władcy. Dromichaetes mógł zginąć w walce podczas celtyckiego najazdu, ok. 279 p.n.e..

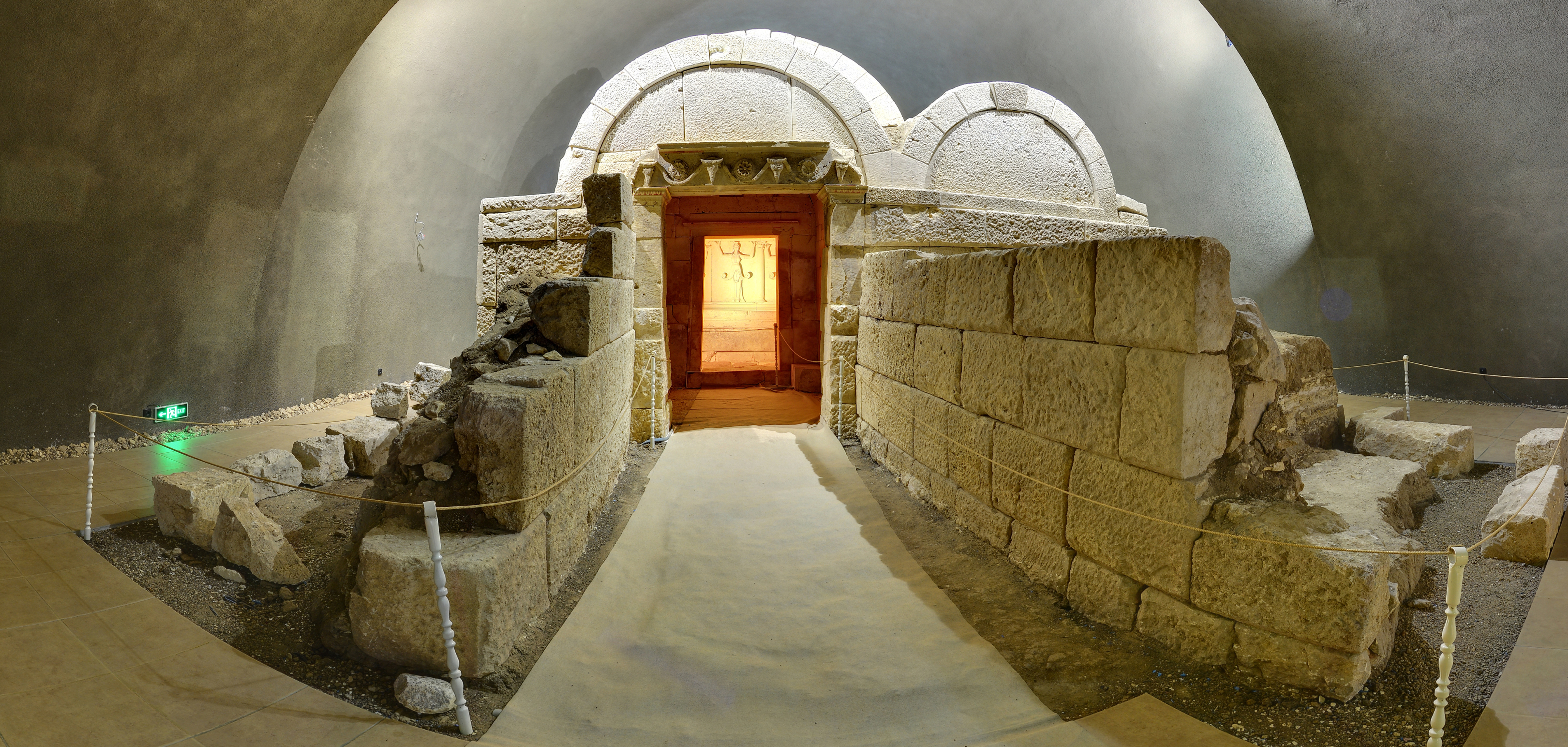
Widok z zewnątrz

Kamienne łoże żony zostało dodane w późniejszym okresie; według hipotez, żoną Dromichaetesa mogła być córka Lizymacha. 
Grobowiec został obrabowany w starożytności. 

## Tracki obrządek pogrzebowy
Herodot następująco opisuje tracki obrządek pogrzebowy arystokracji: "Pogrzeby bogaczów tak się odbywają: przez trzy dni wystawia się zwłoki, zarzyna wszelakie bydlęta ofiarne i ucztuje, opłakawszy wprzód zmarłego; potem zwłoki pali się lub grzebie. Po usypaniu mogiły urządzają wszelkiego rodzaju igrzyska, w których największe nagrody wyznacza się za pojedynek, stosownie do jego znaczenia". Trakowie rytualnie niszczyli dary składane do grobu, jak i rozczłonkowywali ciało zmarłego, co miało być odzwierciedleniem mitu o rozszarpaniu Orfeusza. 
Grzebanym arystokratom towarzyszyły ich atrybuty, takie jak pierścienie, hełmy czy miecze, które miały im towarzyszyć w życiu pozagrobowym; często również, wraz z arystokratą grzebany był też jego koń. Arystokratki zaś były chowane wraz z ozdobami i biżuterią; u niektórych plemion istniał zwyczaj zabijania żony w ofierze nad grobem męża. Stałym elementem wyposażenia grobowców była miejscowa ceramika. Spotyka się zarówno pochówki ciałopalne, jak i szkieletowe.